# Main-Tauber-Kreis
Okrug Majna-Tauber (njem. Main-Tauber-Kreis) okrug je u njemačkoj pokrajini Baden-Württemberg. Oko 134.939 stanovnika živi u okrugu površine 1304,42 km². Nazvan je po rijekama Majni i Tauber koje protječu i sjedište mu je u gradu Tauberbischofsheimu. Nalazi se na krajnjem sjeveroistoku države i kulturološki pripada Tauber-Frankoniji.

## Gradovi
1. Bad Mergentheim
2. Boxberg
3. Creglingen
4. Freudenberg
5. Grünsfeld
6. Külsheim
7. Lauda-Königshofen
8. Niederstetten
9. Tauberbischofsheim
10. Weikersheim
11. Wertheim

## Vanjske poveznice
- Službene stranice okruga  Arhivirana inačica izvorne stranice od 12. srpnja 2012. (Wayback Machine)